# Glypta sulcata
Glypta sulcata là một loài tò vò trong họ Ichneumonidae.